# 谎言，该死的谎言，统计数字
谎言，该死的谎言，统计数字，是一句西方谚语。主要描述数字的说服能力，特别是用来讽刺一些使用统计数字支持、但毫无说服力的分析报告，以及人们倾向于贬低那些不支持其立场的统计结论。

## 简介
其名言部分来自19世纪英国首相本傑明·迪斯雷利，此后经美国著名文豪马克·吐温之笔，被广泛传诵，原句载马克·吐温的《我的自传》：“（统计）数字经常欺骗我，特别是我自己整理它们时候。」在此类情况下本杰明·迪斯雷利的评述经常正确有效：‘世界上有三种谎言：谎言，该死的谎言，统计数字。’（There are three kinds of lies: lies, damned lies, and statistics.）”。但其原句并没有发现在本傑明·迪斯雷利的演说稿或者其他作品中。

## 学术
- 徐贲：统计数字的谎言（2011）[2]